# Oxytropis brevipedunculata
Oxytropis brevipedunculata är en ärtväxtart som beskrevs av Pei Chun Qiong Li. Oxytropis brevipedunculata ingår i släktet klovedlar, och familjen ärtväxter. Inga underarter finns listade i Catalogue of Life.